# Leichtathletik-Weltmeisterschaften 2009/Teilnehmer (Indonesien)
| Gelbes Symbol für Goldmedaillen mit stilisierten Olympischen Ringen | Graues Symbol für Silbermedaillen mit stilisierten Olympischen Ringen | Braundes Symbol für Bronzemedaillen mit stilisierten Olympischen Ringen |
| ------------------------------------------------------------------- | --------------------------------------------------------------------- | ----------------------------------------------------------------------- |
| —                                                                   | —                                                                     | —                                                                       |

Der indonesische Leichtathletik-Verband stellte zwei Athleten bei den Leichtathletik-Weltmeisterschaften 2009 in Berlin.

## Ergebnisse

### Männer

#### Laufdisziplinen
| Athlet          | Disziplin | Vorlauf | Vorlauf | Viertelfinale      | Viertelfinale      | Halbfinale         | Halbfinale         | Finale             | Finale             |
| Athlet          | Disziplin | Zeit    | Platz   | Zeit               | Platz              | Zeit               | Platz              | Zeit               | Platz              |
| --------------- | --------- | ------- | ------- | ------------------ | ------------------ | ------------------ | ------------------ | ------------------ | ------------------ |
| Fernando Lumain | 100 m     | 10,76 s | 65      | nicht qualifiziert | nicht qualifiziert | nicht qualifiziert | nicht qualifiziert | nicht qualifiziert | nicht qualifiziert |

### Frauen

#### Laufdisziplinen
| Athletin             | Disziplin | Vorlauf    | Vorlauf | Viertelfinale      | Viertelfinale      | Halbfinale         | Halbfinale         | Finale             | Finale             |
| Athletin             | Disziplin | Zeit       | Platz   | Zeit               | Platz              | Zeit               | Platz              | Zeit               | Platz              |
| -------------------- | --------- | ---------- | ------- | ------------------ | ------------------ | ------------------ | ------------------ | ------------------ | ------------------ |
| Serafi Anelies Unani | 100 m     | 12,05 s PB | 41      | nicht qualifiziert | nicht qualifiziert | nicht qualifiziert | nicht qualifiziert | nicht qualifiziert | nicht qualifiziert |